# فرص أيام الأحد (فلم)
فرص أيام الأحد (بالإنجليزية: Any Given Sunday) فيلم درامي رياضي أمريكي صدر في عام 1999 من إخراج أوليفر ستون.

## ملخص قصة
يكافح فريق كرة قدم أمريكي عظيم (ميامي شارك) من أجل جعل التصفيات المؤهلة لكرة القدم الأمريكية لعام 2001 (AFFA). كرستينا باجنياسي (كاميرون دياز) ورثت عن عائلتها فريقًا لكرة القدم الأمريكية (ميامي شاركس) ،الذي كان فيما مضى أحد أعظم الفرق الأمريكية. لكن الفريق أصبح على شفا الانهيار فتحاول أن تصارع من أجل الإبقاء على الفريق بقيادة مدرب الفريق طوني دياماتو (أل باتشينو) ،لكن تقابلهما الكثير من العقبات التي تهدد مسار الفريق.

## روابط خارجية
مقالات تستعمل روابط فنية بلا صلة مع ويكي بيانات